# أنتوني ماسون (قاضي)
أنتوني ماسون (بالإنجليزية: Anthony Mason) هو قاضي أسترالي، ولد في 21 أبريل 1925 في سيدني في أستراليا.